# يوسابيوس النيقوميدي
يوسابيوس النيقوميدي أسقف نيقوميديا القسطنطينية، كان أسقف بيروتاس (العصر الحديث بيروت) في فينيقيا، ثم نيقوميديا، واخيرا القسطنطينية من 338 حتى وفاته 341.
نال قسطنطين الأول العماد في السنة الأخيرة من حياته على يدي يوسابيوس النيقوميدي

## يوسابيوس النيقوميدي وآريوس
كان يوسابيوس النيقوميدي من الأريوسيون هؤلاء كانوا على عكس المسيحين القائلين بألوهية المسيح. وهؤلاء الأريوسيون كانوا قد نشؤوا عن اللوكيانيين الذين قبلوا تعليم «بدعة التبني». وكان يرأسهم في البدء يوسابيوس النيقوميدي (فيما بعد أوسابيوس القسطنطيني). وهذا الفريق رفض القبول والقول بألوهية المسيح حيث أعتبروا بأنه خلال مرحلة ما من المراحل لم يكن الآب والابن والروح القدس متحدين ببعضهم البعض، فعلى الرغم من أن يسوع موجود قبل إنشاء العالم غير أنه قد خلق والروح القدس بأمر من الآب، أي أنه وإن كان إلهًا فإنه ليس إلهًا كاملاً وأقل من الله بنقطتي الأزلية والجوهر. بمعنى آخر أن الابن والذي يطلق عليه في اللاهوت اسم “الكلمة” كائن مخلوق من العدم بإرادة الآب. للمزيد آريوسية.
بدأ أريوس يثير الانتباه إلى مذهبه الجديد في سنة 317، وحاول الكسندر البابا الـ19 بأسلوب ودي في مبدأ الأمر أن يقنعه بالعدول عن رأيه، لكن أريوس أصر على موقفه، ولم تفلح معه كل أساليب الإقناع والجدل، فجمع البابا مجمع الكرازة المرقسية في عام 321 وحكم المجمع برئاسة البابا الكسندرس بتجريد أريوس من رتبته الكهنوتية”. موسوعة الأنبا غريغوريوس – اللاهوت المقارن - ص49.
بواسطة علاقة أريوس بزميله في مدرسة أنطاكية يوسابيوس النيقوميدي – الذي كان له علاقة بالبلاط الإمبراطوري – قد اٌلغى الإمبراطور قسطنطين الأول حكم البابا ألكسندروس على أريوس وطلب عقد مجمع مسكوني في نقية لمناقشة قضية أريوس.

## يوسابيوس وأثناسيوس
في سنة 335 عقد مجمع في صور يرأسه يوسابيوس القيصري يحركه يوسابيوس النيقوميدي، فيه قامت امرأة زانية تتهم البابا أثناسيوس باغتصابه لها، فقام تلميذه الشماس تيموثاوس يحدثها كأنه أثناسيوس فقالت له بوقاحة أنه هو الذي سلبها عفتها وبتوليتها.... عندئذ خزي الكل! عرضوا أيضًا قضية الكاهن أسخيراس والأسقف أرسانيوس وجاءوا بشهود من اليهود يدعون أنهم موعوظون جدد. ومع ظهور براءته هاج المجمع وماج، فترك البابا المجمع وانطلق إلى القسطنطينية. وإذ شعر يوسابيوس وأعوانه بالخطر يلاحقهم أسرعوا ليدعوا بأن البابا هدد بمنع إرسال القمح من الإسكندرية إلى القسطنطينية، فهاج الملك ونفاه إلى تريف وكان ذلك في فبراير 336م. في جرأة قال البابا للإمبراطور: «الرب يحكم بيني وبينك».... بعد مجمع صور عُقد مجمع في أورشليم - بعد تدشين كنيسة القبر المقدس- من الأريوسيين أصدروا قرارًا بعودة أريوس إلى الإسكندرية في غياب البابا المنفي، فعاد أريوس تحت حراسة مشددة لكن ثورة الشعب ضده ألزمت الوالي أن يطالب بسحبه ورده إلى القسطنطينية، فاستدعاه الإمبراطور. بذل يوسابيوس النيقوميدي كل الجهد لعودة أريوس للشركة الكنسية فكان البطريرك القسطنطيني الكسندروس مرّ النفس، ولما أُلزم بقبوله صلى إلى الله، فمات أريوس في مرحاض عام وهو في طريقه إلى الكنيسة. بعد حوالي عام إذ كان قسطنطين الأول على فراش الموت أوصى بعودة البابا أثناسيوس إلى كرسيه، وبالفعل عاد ليجد الإسكندرية كلها تترقبه على الشاطئ كملاك انحدر إليهم من السماء!
لم يهدأ يوسابيوس النيقوميدي عن مقاومة البابا، فقد نجح في إقناع الإمبراطور أن يستدعي الوالي ثيوذوروس لأنه كان صديقًا للبابا ويرسل فيلاجيوس الكبادوكي عوضًا عنه، الذي كان قد حكم الإسكندرية قبلا (335 – 337 م) وهو عدو عنيف للبابا. قام الأريوسيون بأعمال شغب وتخريب وقتل لإثارة الإمبراطور بأن وجود البابا ينزع السلام عن الإسكندرية، كما وجهوا ضده اتهامات كاستيلائه على القمح الخاص بالفقراء، وإعلانهم أن عودته غير كنسية لأنها بدون قرار مجمعي، وقد نزل القديس أنبا أنطونيوس يساند البابا المتألم.

## يوليانوس
ولد يوليانوس في النصف الثاني من سنة 331 في ميسية على الدانوب. ابن يوليوس ابن قسطنديوس الأول كلوروس. وهو أخو غالوس لأبيه كما أن والده يوليوس أخا قسطنطين الأول لأبيه. ووالدة يوليانوس باسيلينة نسيبة يوسابيوس النيقوميدي المناضل في سبيل الآريوسي.
في السادسة من عمره شهد مقتل والده وجميع أقرابائه. ونجا هو وأخوه غالوس بأعجوبة. وعاشا مدة من الزمن مراقبين محصورين فشبَّ يوليانوس مضطرب العصب يكره قسطنطين الأول وذريته. وتولى أمره في هذه الفترة يوسابيوس أسقف نيقوميذية.

## الانتقال من نيقوميديا إلى أسقفية القسطنطينية
خلال عام 338 أنهمك يوسابيوس النيقوميدي في الانتقال من نيقوميديا إلى أسقفية القسطنطينية، لأن العاصمة كانت قد انتقلت رسميًا من نيقوميديا إلى القسطنطينية، وإذ نجح في ذلك تفرغ لمقاومة البابا أثناسيوس ففي نهاية 338 أقنع الإمبراطور قنسطانطيوس بعقد مجمع في إنطاكية، فيه يصدر قرارًا بعزل البابا، صدر الأمر وانطلق الرعاع إلى كنيسة ثيؤناس لقتله، فهرب البابا. تعرض الكهنة والرهبان مع الشعب حتى النساء إلى موجة مرة من العذابات بل وذُبح البعض وسُجن آخرون، وبعد أربعة أيام دخل غريغوريوس الكبادوكي كأسقف للمدينة يضطهد المؤمنين. لم يقف الرهبان مكتوفي الأيدي، فقد أرسل القديس أنبا أنطونيوس عدة رسائل منها إلى الأسقف الدخيل وبعض الضباط يؤنبهم عن تصرفاتهم، كما بعث القديس باخوميوس أفضل راهبين عنده هما زكاوس وتادرس ليسندا المؤمنين بالإسكندرية في غيبة البابا. سافر البابا أثناسيوس إلى روما ليلتقي بصديقه البابا يوليوس حيث كتب الأخير رسالة إلى يوسابيوس النيقوميدي وجماعته كطلب مجمع روما، في هذه الزيارة دخلت الرهبنة إلى الغرب، وتشبع الفكر اللاتيني بلاهوتيات أثناسيوس. اعتبر اتباع يوسابيوس رسالة يوليوس التي برأت البابا أثناسيوس إهانة لكرامتهم، فعقدوا مجمعًا بإنطاكية، وكتبوا له يتهكمون ويهددون لكن في شيء من الحذاقة. في سنة 342 التقى البابا أثناسيوس بإمبراطور الغرب قسطانس في ميلان وقد حاول اليوسابيون أن يصوروا لأخيه إمبراطور الشرق قسطنطيوس أنه تلاقى معه ليطلب عقد مجمع عام لأساقفة الشرق والغرب، وقد أكدّ البابا أنه لم يفعل ذلك، إنما كانت الفكرة لدى قسطانس قبل لقائه بالبابا.